# ニーンブルク/ヴェーザー
ニーンブルク/ヴェーザー (ドイツ語: Nienburg/Weser) は、ドイツ連邦共和国ニーダーザクセン州のニーンブルク/ヴェーザー郡の郡庁所在地である。

## 地理

### 位置
ニーンブルク/ヴェーザーは、ハノーファー (51km) とブレーメン (64km) との間、ニーダーザクセン州中部のヴェーザー川沿いに位置する。この街はミッテルヴェーザー地方で最大の都市である。

### 近隣都市
| ブレーメン (64km)                     | フェルデン (アラー) (36km) ジーケ (36km) ローテンブルク (ヴュンメ) (60km) | ヴァルスローデ (41km) ハンブルク (100km)    |
| ディープホルツ (63km)                 |                                                                           | シュヴァルムシュテット (30km) ツェレ (66km) |
| ミンデン (50km) ビーレフェルト (99km) | レーブルク＝ロックム (21km) シュタットハーゲン (42km)                     | ハノーファー (51km)                         |

### 自治体の構成
ニーンブルク/ヴェーザー市は以下の地区を含む。
- エーリヒスハーゲン＝ヴェルペ
- ホルトルフ
- ランゲンダム
- シェーファーホーフ/カットリーデ

中核市区もいくつかの小地区に分けられる。その名称は公式文書内でも用いられる。
- ノルダートーア
- ライントーア
- レームヴァントルング
- アルプハイデ

### 気候
| 1961年から1990年までのニーンブルク/ヴェーザーの月別平均気温と降水量 \| \| 1月 \| 2月 \| 3月 \| 4月 \| 5月 \| 6月 \| 7月 \| 8月 \| 9月 \| 10月 \| 11月 \| 12月 \| \| \| \| 気温（℃） \| 0.8 \| 1.4 \| 4.3 \| 8.0 \| 12.9 \| 15.9 \| 17.2 \| 17.0 \| 13.7 \| 9.7 \| 5.1 \| 2.1 \| 平均 \| 9 \| \| 降水量 (mm) \| 60.5 \| 44.7 \| 52.1 \| 50.0 \| 58.8 \| 76.8 \| 66.0 \| 65.7 \| 52.7 \| 48.5 \| 59.9 \| 67.0 \| 計 \| 703.7 \| \| 平均日照時間（hr/day） \| 1.1 \| 2.2 \| 3.2 \| 4.8 \| 6.2 \| 6.4 \| 5.9 \| 5.9 \| 4.3 \| 3.0 \| 1.4 \| 0.9 \| 平均 \| 3.8 \| |      |      |      |      |      |      |      |      |      |      |      |      |      |       |
| | 1月  | 2月  | 3月  | 4月  | 5月  | 6月  | 7月  | 8月  | 9月  | 10月 | 11月 | 12月 |      |       |
| 気温（℃） | 0.8  | 1.4  | 4.3  | 8.0  | 12.9 | 15.9 | 17.2 | 17.0 | 13.7 | 9.7  | 5.1  | 2.1  | 平均 | 9     |
| 降水量 (mm) | 60.5 | 44.7 | 52.1 | 50.0 | 58.8 | 76.8 | 66.0 | 65.7 | 52.7 | 48.5 | 59.9 | 67.0 | 計   | 703.7 |
| 平均日照時間（hr/day） | 1.1  | 2.2  | 3.2  | 4.8  | 6.2  | 6.4  | 5.9  | 5.9  | 4.3  | 3.0  | 1.4  | 0.9  | 平均 | 3.8   |

## 歴史
ニーンブルクは1025年にミンデン司教の文書に初めて記録されている。この文書の中でニーンブルクは「neue Burg」（新しい城）と呼ばれており、この地にはそれ以前から既に城があったか、あるいは近隣の古い城（たとえばヴェルパ（現在はニーンブルク/ヴェーザー市内）やドラーケンブルク）に替わる城として新たに建設されたかのどちらかである。
ニーンブルクは1215年にホーヤ伯領となり、1222年に都市権を獲得した。1345年にホーヤ伯家が分裂して以降、1582年にホーヤ伯オットー7世が嗣子を遺さずに亡くなるまで、ニーンブルクはホーヤ伯の宮廷所在地であった。その後、伯領は解体され、ニーンブルクはブラウンシュヴァイク＝リューネブルク公の所領となり、要塞化されていった。

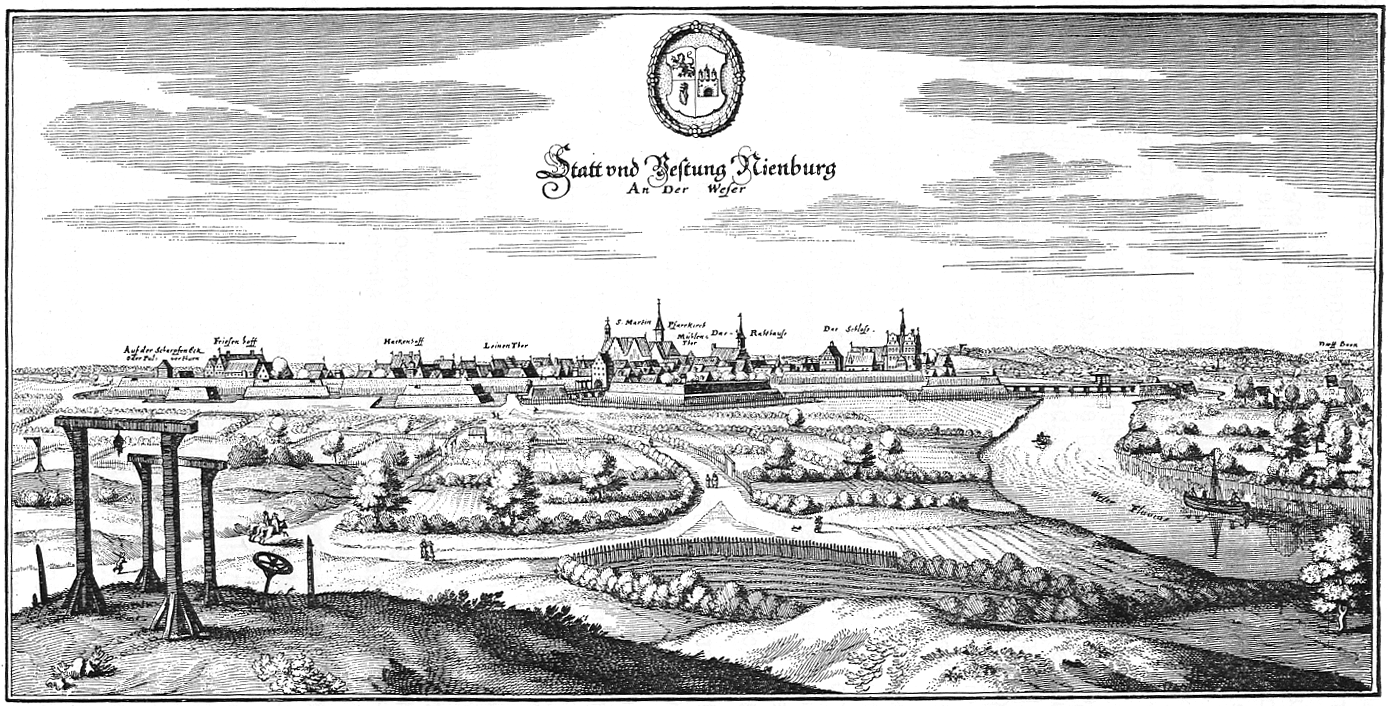
1650年頃のニーンブルクを描いたマテウス・メーリアンの銅版画

三十年戦争ではニーンブルクも戦闘にさらされた。1623年、カレンベルク侯ゲオルクはニーンブルクに兵を招集した。1625年にティリー伯の包囲攻撃を受けたが持ちこたえた。この包囲戦の間、ニーンブルク市民は夜襲を行い、ティリー軍の天幕と軍旗を奪った。このグループは「ヴェーリゲ・ロット」（陽気な集団）と名乗った。この名称は現在でもニーンブルクの射撃祭の名に使われている。
その後1627年、ニーンブルクは皇帝軍に占領され、ティリー伯は何度もニーンブルクに滞在し、パッペンハイムもしばしばこの街を訪れた。1635年にニーンブルクはゲオルクに奪回された。プラハ条約後はスウェーデン軍がこの街を占領した。スウェーデン軍はヴェストファーレン条約以後も1650年まで占領を続けた。ニーンブルクは占領され、破壊され、戦費を課され、軍の駐留を受け、ペストに苦しめられたのである。
七年戦争では1757年に今度はフランス軍により占領され、再び宿営と軍税に苦しめられた。フランス軍は1758年にブラウンシュヴァイク＝ヴォルフェンビュッテル公子フェルディナント（ヴォルフェンビュッテル公カール1世の弟）によって駆逐された。
ナポレオン戦争の時代、1803年にニーンブルクは再びフランス軍に占領された。その結果、住民はまたもや占領と宿営に苦しめられた。1810年から1813年までニーンブルクはフランス帝国ヴェーザーミュンドゥング県ニーンブルク郡のコミューン、ニーンブルクとなった。この時期に市の防壁は取り壊された。ナポレオンのロシア遠征失敗後、1813年にフランス軍はニーンブルクから撤退した。
1847年、ハノーファー王国国営鉄道によってニーンブルクは鉄道網に結ばれた。
1933年の初め、この街ではSPDが最有力政党であったのだが、その後急速にナチスの統制下に置かれた。1945年4月9日、イギリス軍がニーンブルクに進軍してきた。戦後、シュレージエンから放逐された人々を含め数多くの難民が市内に流入した。ランゲンダムやツィーゲルカンプ通りにそれらの人々を収容する難民キャンプ（キャンプ・チャーチル）が設けられた。
ニーダーザクセン州の地域再編に伴って1974年に、隣接するエーリヒスハーゲン＝ヴェルペ、ホルトルフ、ランゲンダム、シェーファーホーフ/カットリーデがニーンブルクに合併した。

## 行政

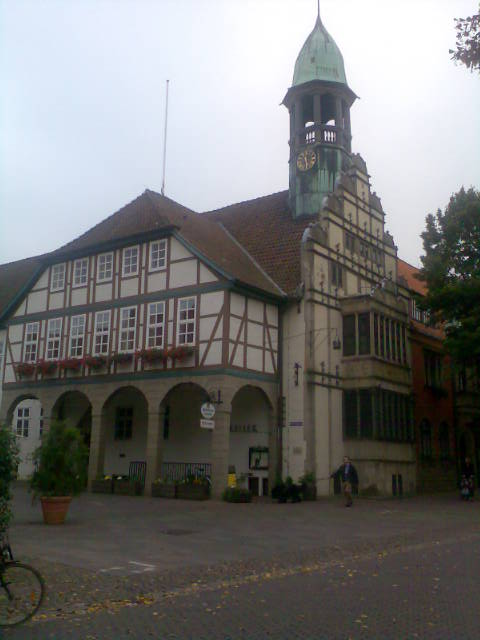
ニーンブルク/ヴェーザー市庁舎

### 議会
ニーンブルク/ヴェーザーの市議会は38議席からなる。この他に市長のヤン・ヴェンドルフ（無所属）も議会に加わる。

### 紋章
金地と赤地に左右二分割。向かって左はさらに上下に分割。上部は9つのハートを散らした中に向かって左方向に歩く赤い舌を出した青い獅子。下部は向かって左上に向けておかれた赤い爪を持つ黒いクマの手。向かって左は11回の凹凸をもつアーチで縁取られ、銀の落とし柵を持つ開いた門がある5回凹凸のある胸壁の上に3本の青い屋根の尖塔。塔にはそれぞれ3つの窓があり、金の珠を戴いている。
クマの手は1215年から1582年までこの街を治めたホーヤ伯を示している。ハートマークと獅子はヴェルフェン家、すなわち1582年から1866年までニーンブルクを統治したブラウンシュヴァイク＝リューネブルク公を表す。塔のある楼門は自衛が堅固であることを象徴しており、都市権を有していることを暗示している。

### 姉妹都市
- デンデルモンデ（ベルギー、オースト＝フランデレン州）
- ラスクルーセス（アメリカ合衆国、ニューメキシコ州）
- ヴィーツェプスク（ベラルーシ、ヴィーツェプスク州）
- バルトシッツェ（ポーランド、ヴァルミア＝マズールィ県）
- ニーンブルク (ザーレ)（ドイツ、ザクセン＝アンハルト州）

## 宗教
ニーンブルクは1976年から2007年まで、プロテスタント、ルター派のハノーファー地方教会カレンベルク＝ホーヤ教会管区地方教区監督所在地であった。

## 文化と見所

### 演劇
- ホルンヴェルクの劇場

### 音楽
ライン通り48番のジャズクラブ・ニーンブルクe.V. の地下では定期的に演奏会が開催されている。さらにライン通り48Aの建物にはニーンブルク/ヴェーザー音楽スクールe.V. があり、射撃大会、聖霊降臨祭のコンサート、国民哀悼の日の演奏を通してニーンブルクの音楽生活の充実に寄与している。さらに音楽スクールの生徒達は小さなステージでコンサートを行ったり、夕市や博物館祭で伴奏を行ったりもしている。年に1度、ニーンブルク/ヴェーザー音楽スクールe.V.のコンサートオーケストラ、スイングオーケストラ、ユーゲント交響楽団のコンサートが開催される。

### 建造物

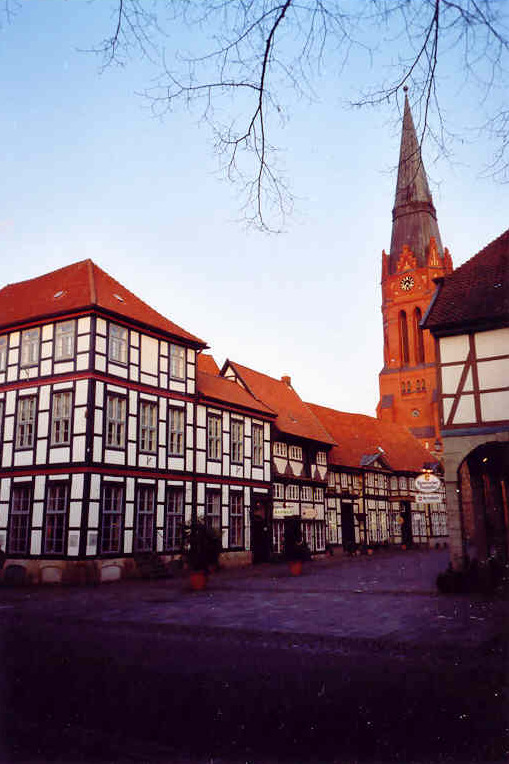
聖マルティン教会と木組み建築

- 市庁舎 — おそらく14世紀に建てられた、市内で最も古く、印象深い建物である。
- 聖マルティン教区教会 — 市の中央教会で、高さ72mの塔を持つこの街のランドマークである。
- 修復された郵便局 — かつては貴族の館だった建物で、何世紀にもわたって侯領の、後にはハノーファー王国国営の郵便局として使われた。郵便物の積み替え場や馬の交換用厩舎がある。
- フレーゼンホーフ — 伝説の遺る貴族の館。おそらく伯に仕えた騎士の館であった。1985年からはニーンブルク博物館が所有している。
- シュトック塔 — かつてのホーヤ伯の水城の遺構で、この街の象徴的建造物の一つである。
- ランゲ通り41番の貴族館 — ヴェーザー通りとの角に建つ館で、この町で最も見事な木組み建築の一つである。
- クヴェート・ファスレム邸 — 古典主義様式3階建ての堂々とした建築である。この建物は現在、博物館として用いられている。
- 博物館庭園のラウフハウス — 1633年に最も単純な工法で建てられた建造物である。元々はニーンブルク/ヴェーザー郡内の別の小村にあったが、1960年代の初めにオリジナルに忠実に博物館庭園に移築された。内部はミッテルヴェーザー地方で栽培されるアスパラガスの博物館となっている。

ニーンブルク中心部の通りの配置は中世のものと同じであり、1634年のハーメルマンの都市計画が見て取れる。多くの建物（貴族館、教会、市庁舎など）も中世に建造されたものである。ニーンブルク中心街の夜警ツアーも観光客には興味深い。
市外近郊の見所としては、ビュッケン修道院教会「ホーヤー・ラント聖堂」、中世のシトー会が1163年に建造したロックム修道院の施設、初期古典主義様式でロマン派時代に造られた新浴場、遊歩道フリーデリケ礼拝堂や旧クアパークの一部といったバート・レーブルクの歴史的な温泉施設が挙げられる。

### 公共空間の芸術
ニーンブルク市内にはこの地方の芸術家による彫刻やオブジェクトが点在している。これらの作品は、ブロンズ、特殊鋼、石材、花崗岩、木材など様々な素材で創られている。

#### 旧市街
- ランゲ通りのクルト・タッソーティ作のブロンズ像『ニーンブルクのガラス工』（1989年）。この像はニーンブルクのガラス製造の伝統を想起させるもので、ニーンブルク・ガラス社が創業100年を記念してニーンブルク市民に寄贈したものである。
- ランゲ通り南部のヘルガ・ミヒャエル・マルクス作『アスパラガスの泉』（1998年、ブロンズ像）。この像はアスパラガス生産地としてのニーンブルクの名声を象徴している。
- 劇場前のゲルハルト・マルクス作『いななく雄馬』（1981年、ブロンズ、鋳物。1989年完成）。この像は劇場の完成を記念して設置された。鋳造はアーヘンとギーセンでなされた。作者のゲルハルト・マルクスはドイツの最も重要な表現主義の彫刻家の一人である。
- ミューレン通り沿い市壁施設内にあるシュテファン・ゲーザ作『マリオン + ヴェーザー』（1976年、石材）。この石像の腕の中の子供はヴェーザー川を象徴している。この像のモデルはレーゼの小さな少女であった。
- ライン通り沿いの緑地内のブロンズ像、ミヒャエル・ペールマン作『ロス・バイヤート』（1987年）。姉妹都市であるベルギーのデンデルモンデから寄贈された作品である。
- 教会広場にあるフォルカー・ノイホフ作の2体のブロンズ像『カール大帝』と『ザクセン公ヴィドゥキント』（1991年）。この像は2人の宿敵同士の和解を象徴している。聖マルティン教区教会の550周年の機会に制作された。
- 郵便局裏のマリアンネ・ブレーケ＝エーレット作『小さなニーンブルク娘』（1979年、ブロンズ製）。この像は1975年のニーンブルク950年祭のコンペの際に製作された。この像は19世紀末まで歌唱された民衆歌『私は小さなニーンブルク娘』を表現している（詳細は後述）。
- ハーケン通りのベルント・メニクス作のオーク材彫刻『逃げる木々』（1996年）。この作品は熱帯雨林破壊に対する抵抗のモニュメントである。この芸術作品はBUNDサークルグループからニーンブルク市に寄贈された。

#### 旧市街以外
- フェルデナー通りの郵便局にあるアクセル・ザイラー作『ディー・トレヌング（分離）』（1990年、ブロンズ）。この作品はドイツ連邦郵便がドイツポストとドイツ・テレコムとに分割移行する際に建立された。この像は両部門の結びつきを象徴している。
- フェルデナー通りの職業安定所にあるフリッツ・ケーニヒ作『フローラ II』（1989年）。職業安定所の新築の際に製作された。
- ゲーテ広場のヨアヒム・ヴォルフ作の泉『3人の優美の女神』（1979年、特殊鋼）。VGH管理部の建物を建設する際に建造された。
- ハーフェン通りのクリスティアン・メーブス作『王冠』（1988年）。花崗岩と金メッキした青銅で創られたこの作品は州立中央銀行の建物を建設する際に製作された。

- 『ザクセン公ヴィドゥキント』
- 『ニーンブルクのガラス工』

### ユダヤ人墓地
ブルーフ通りのユダヤ人墓地には1694年から1950年までにニーンブルクおよびその周辺で亡くなったユダヤ人の墓石が200基以上ある。このユダヤ人墓地は保護文化財に指定されている。

### 自然
ザムトゲマインデ・マルクローエに面するオイラー山は見事な眺望と快い散歩道があるとても魅力的な景観の場所である。ニーンブルクの東、シュテックゼ近郊の森「クレーエ」にある「ギービヒェンシュタイン」は氷河時代に運ばれてきた漂石で、この種のものとしてはニーダーザクセン州最大のものである。

### スポーツ
ニーンブルクで最も高いレベルのリーグでプレイしているサッカークラブは、ベツィルクリーガ（ニーンブルクはベツィルク・ハノーファーに属す）のASCニーンブルクである。2003年に創設されたHSGニーンブルクは約30チーム、500人のハンドボール選手を擁するニーダーザクセン州最大のハンドボールクラブの一つである。HSGの男子第1チームはニーダーザクセン・オーバーリーガ、女子第1チームはハノーファーランデスリーガでプレイしている。HSGが主催するジュニアトーナメント「ダット・ヴェーリゲ・ロット」は北ドイツ最大の室内トーナメントの一つである。
ニーンブルクは毎年開催されるニーダーブルガー・シュパーゲルラウフ（アスパラガスレース）というレースの開催地である。2007年のこのレースには約1,000人の選手が参加した。
1986年以降、ニーブルクはドイツ最大のバレーボール・ジュニア・トーナメント「クライネ・ニーンブルクリン」（小さなニーンブルク娘）の開催地である。バレーボールでは、VCニーンブルクが男女ともにオーバーリーガでプレイする最も強いクラブである。TKWニーンブルクの女子第1チームもフェアバンツリーガの上位にいる。多くのジュニアチームが参加して定期的に開催されている地方チャンピオン大会でも、この両クラブのジュニア部門が強さを発揮している。
1999年からは「ニーンブルガー・シティーナハト」が開催されている。これはニーンブルク市庁舎の周辺で行われる自転車レースである。
国際的なモータースポーツにもニーンブルクから参加しているチームがある。ヴィーヒャース・シュポルトはツーリングカーのチームで、1999年から国内戦（DTCやV8-Star）に参加し、2005年に世界ツーリングカー選手権のスタートラインに就いた。ヴィーヒャース・シュポルトは国際ツーリングカースポーツで最も成功したプライベート・チームの一つである 。
2006年、ニーンブルク/ヴェーザー郡内で初のアメリカン・フットボールチームがスポーツクラブ NCタウルス内に創設され、フェアバンツリーガ・ノルトでプレイしている。
ニーンブルクではボート競技も人気である。RRASS（ニーンブルク・アルベルト・シュヴァイツァ・シューレのボート部）の他ニーンブルク・ボート・サークルe.V. でプレイしている。

### 年中行事
- 4月の第1週末（金曜日から日曜日まで、この日曜日には店舗を開ける）には市の中心部で春の市が開催される。5月後半最初の週末にアスパラガス市が開かれている。この際に毎年「シュパーゲルラウフ」というレースが行われる。6月末から7月初め、洗礼者聖ヨハネの日(6/24)の後の月曜日に伝統的な射撃出陣パレードが行われる。また水曜日には聖ヨハネ祭の締めとして、歩行者専用地区に数百mの長さのテーブルを出して、ハーリングやベーコンソースを添えた皮付きジャガイモの食事会が行われる。
- 中心街最大の祭である旧市街祭は、9月の第4土曜日に中心街全域でノミの市が開かれ、様々な楽団が音楽を奏でている。旧市街祭期間中には「バーン・アウト」も開催される。これは無料の野外音楽フェスティバルである。
- 9月から12月にかけて数多くのプログラムが開催される文化行事シリーズ「ニーンブルクの秋」。
- この他に水曜日と土曜日の8時から13時までランゲン通りでは週の市が開催される。この週の市は、2008年に「活き活きとした街」財団の「ヨーロッパで最も素晴らしい週の市」に選ばれた。

### 郷土料理
- ニーンブルガー・シュパーゲルは地元産のアスパラガスを使った多くのバリエーションがある料理である。この地方におけるこの野菜の重要性はニーンブルク・アスパラガス博物館やニーダーザクセン・アスパラガス街道に見て取れる。
- ニーンブルガー・ベーレンタッツェン: フランスからのユグノー教徒追放はニーンブルクに秘密の菓子をもたらした。Facompré 一家は1791年に厳重に護ってきたビスケットのレシピを持って移住してきた。一方、ある銅細工師が、ニーンブルクをかつて治めていたホーヤ伯の紋章にちなんだクマがダンスする型 (Bärentatzenform) を創っていた。現在も法で保護されている本物の「ニーンブルガー・ベーレンタッツェン」が入手可能である。

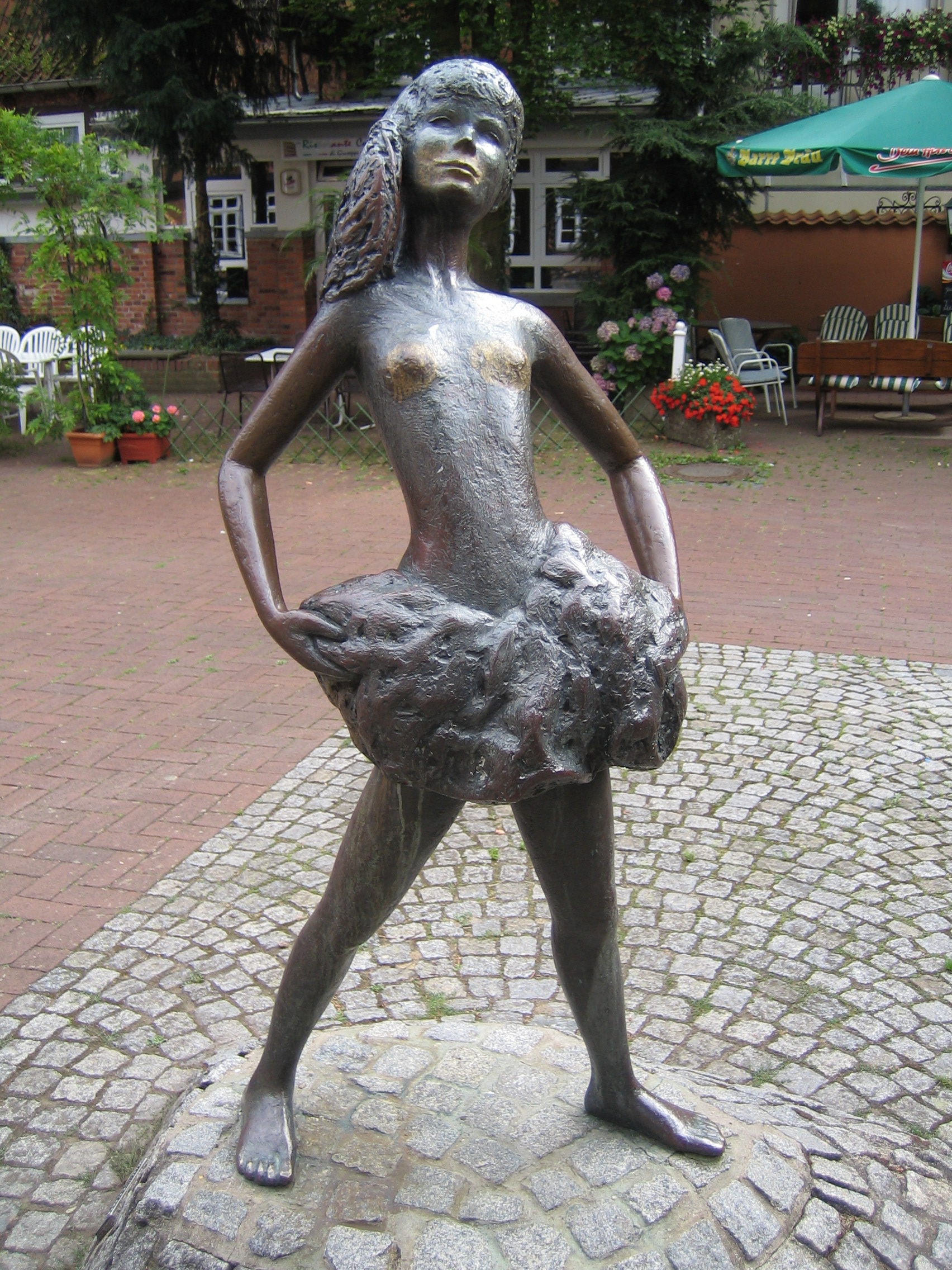
『小さなニーンブルク娘』

### 小さなニーンブルク娘
「小さなニーンブルク娘」は民謡のタイトルを象った像である。このブロンズ像は1975年に郵便局の裏に設置された。1994年から毎年、若い女性が郡内から選ばれ、市の政治行政や経済行事の際に代表を務める。この時女性はビーダーマイヤー時代の歴史的衣装を身に着けて現れる。「小さなニーンブルク娘」の像は、ハーナウからブレーメンに至るドイツ・メルヘン街道のニーンブルクを象徴するモニュメントである。
郵便局の横入り口にはグロッケンがあり、毎日9時、12時、15時に民衆歌『私は小さなニーンブルク娘』のメロディーを響かせる。この歌はかつてこの街やその周辺でよく知られていた曲であった。歌詞の「小さなニーンブルク娘 (die kleine Nienburgerin)」を「カレンブルクの農民 (der kalenburger Bauer)」と替えて歌われることもあった。こうした替え歌は、領域の境界付近で創られ、隣の領域をからかうといった民俗学的意義を持つ。この替え歌はリューネブルク侯領とカレンベルク侯領との境界を思い起こさせるものである。その境界線はこの街からわずか数km北と東に引かれていた。

## 経済と社会資本
最大の生産工場は、Ardagh Glass Germany GmbH である。この会社は、ドイツに9つあるガラス容器を製造している工場の一つである。この他にニーンブルクには BASF Catalysts Germany GmbH の触媒工場がある。その製品は自動車の排気ガス処理触媒反応に用いられている。

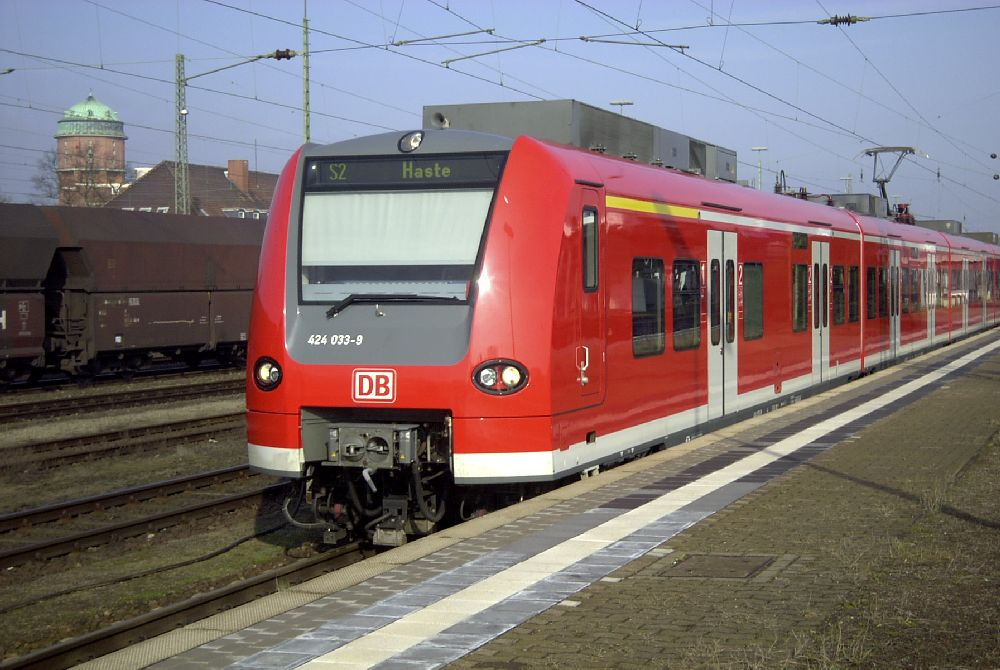
ニーンブルク/ヴェーザー駅のSバーン

### 交通
ニーンブルクは連邦道B6号線、B214号線、B215号線、B209号線経由でアクセスできる。ニーンブルク/ヴェーザー駅はブレーメン - ハノーファー線にあり、ここからミンデン行きのヴェーザー＝アラー鉄道が分岐している。この駅には、オルデンブルク - ハノーファー - マクデブルク - ライプツィヒ / ベルリンと運行する第56系統のインターシティが2時間ごとに発着する。
この駅を経由する旅客運行している路線は以下の通りである。
- レギオナルエクスプレス　（ノルトダイヒ - エムデン - ）ブレーメン中央駅 - ハノーファー中央駅　1時間ごとに運行
- ヴェーザー＝アラー鉄道　ローテンブルク (ヴュンメ) - フェルデン (アラー) - ミンデン　週末と祝祭日に2時間ごとに運行
- ポルタ・エクスプレス　ニーンブルク - ミンデン - ビーレフェルト　平日に2時間ごとに運行
- Sバーン　ニーンブルク - ハノーファー中央駅 - ハステ　1時間ごとに運行

市内は4つのバス路線で結ばれている。バス路線網は「ランデヴー・コンセプト」に基づいて設計されており、その乗換の中心となるのは「シティー・トレフ」バス停である。第1系統と第3系統はともに駅を経由し、終点が互いに接続しており、乗換の負担を軽減している。バスは平日のみの運行で土曜日は14:30分に終了する。
鉄道ラーデン - ニーンブルク線はニーンブルクからリーベナウまでの区間では貨物運行のみを行っている。ニーンブルク - ディープホルツ線は1997年にニーンブルク - ズーリンゲン間が廃止された。
この街は、ヴェーザー川を利用した内陸水路網にも直接面している。ミッテルラント運河へは35kmの距離にある。

### 公共機関
ニーンブルクはレーン病院グループに加盟しているミッテルヴェーザー病院の本院所在地である。ニーンブルク病院は、かつてイギリス軍が利用していたムトラ兵舎跡に2006年に建設された新しい建物である。
フェルデナー・ラント通りにはニーンブルク/ヴェーザー郡の消防技術センター (FTZ) がある。ここには郡域内の緊急出動を管理する司令センターがある。ニーンブルク市の消防はニーンブルク、ホルトルフ、エーリヒスハーゲン、ランゲンダムの4つの消防団からなる。地区の消防団は自由意思による参加であるが、ベルリナー・リングの中核市区監視所には、昼間は専任の消防士がいる。ニーンブルク市の消防団は2006年には年間約440回出動したが、このうち300回は中核市区の消防士によるものである。

### 軍事都市
ニーンブルクは軍事都市として三十年戦争にまで遡る長い伝統がある。1943年、ムトラ兵舎に Infanterie–Nachrichten–Ersatz–Kompanie 269 と非常設の Regimentsschule 269 が配備された。1950年から1996年にオスナブリュックに移転するまでここにはイギリス陸軍ライン軍団第21工兵連隊が駐留した。1975年からドイツ連邦軍はランゲンダムのクラウゼヴィッツ兵舎を利用して第3装甲旅団の大部分と第1砲兵連隊の一部を配備している。現在ここにはCIMICセンター（民事協力センター）と第912電子戦司令部が駐屯している。

### 教育
- ニーンブルク/ヴェーザーには長年にわたってハノーファー専門大学の建築学科および土木工学科があり、約850人の学生が学んでいた。この専門大学は19世紀の建築学校を起源として、この街の現代史にも寄与してきた。また、有名な建築家ブルーノ・エマヌエル・クヴェート＝ファスレムが教鞭を執っていたこともある。建築学科と土木工学科のあったニーンブルク・キャンパスは、ニーダーザクセン州当局の決定に従って、激しい抵抗にもかかわらずニーンブルクからの撤退が決まった。2004年から2005年の冬期セミナー以降、学生の入学を受け付けなくなった。ニーダーザクセン州最古の建築学校は2009年3月1日に伝統ある156年の幕を閉じた。
- ニーダーザクセン警察学校は、2007年10月1日からこの街に本部を置いている。
- ニーンブルク市内中心部にある2つのギムナジウムも長い伝統がある。アルベルト・シュヴァイツァー・シューレ（1949年創設）と、ヨーロッパ環境学校の一つであるマリオン・デーンホフ・ギムナジウムである。後者は2006年5月8日までギムナジウム・ハイデンブルクシューレと呼ばれていた。

## 人物

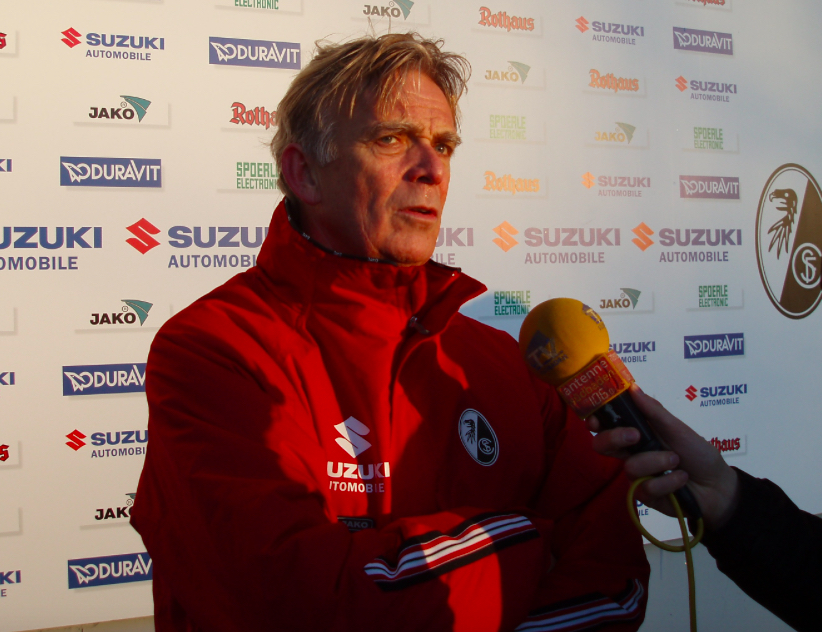
フォルカー・フィンケ

### 出身者
- フォルカー・フィンケ（1948年 - ）サッカー選手、監督。浦和レッドダイヤモンズの監督を務めている。

### ゆかりの人物
- ハインリヒ・リュッベ（1884年 - 1940年）機械製造技術者、発明家
- イェンス・トット（1970年 - ）サッカー選手、1978年から89年までASCニーンブルクのユースチームに所属していた。

## 引用
1. ↑  Landesamt für Statistik Niedersachsen, LSN-Online Regionaldatenbank, Tabelle A100001G: Fortschreibung des Bevölkerungsstandes, Stand 31. Dezember 2023
2. ↑  第三帝国におけるニーンブルク
3. ↑  キャンプ・チャーチル
4. ↑  FIA 世界ツーリングカー選手権でのヴィーヒャース・シュポルト